# Sénat du Wisconsin
105e législature
Capitole de l'État du Wisconsin, Madison
Le Sénat du Wisconsin (Wisconsin State Senate) est la chambre haute de la législature de l'État américain du Wisconsin.

## Composition
La Constitution du Wisconsin lie la taille du Sénat de l'État à celle de l'Assemblée, en limitant sa taille à pas moins de 1/4, ni plus de 1/3, de la taille de l'Assemblée. Actuellement, le Wisconsin est divisé en 33 districts du Sénat (1/3 des 99 membres actuels de l'Assemblée) répartis dans tout l'État en fonction de la population déterminée par le recensement décennal, pour un total de 33 sénateurs. Un district du Sénat est formé en combinant trois districts de l'Assemblée. 
À l'instar du Sénat américain, en plus de son devoir d'examiner et de voter sur toutes les lois adoptées par la législature, le Sénat de l'État a la responsabilité exclusive de confirmer certaines nominations au poste de gouverneur, en particulier les secrétaires de cabinet et les membres des conseils d'administration et des commissions. 
Les sénateurs sont élus pour des mandats de quatre ans, échelonnés de manière que la moitié du Sénat soit élu tous les deux ans. Si une vacance survient dans un siège du Sénat entre les élections, elle ne peut être remplie que par une élection spéciale.
Il est à majorité républicaine depuis janvier 2011.

## Siège
Le Sénat siège dans l'aile sud du Capitole de l'État (Wisconsin State Capitol) situé à Madison.

## Composition actuelle

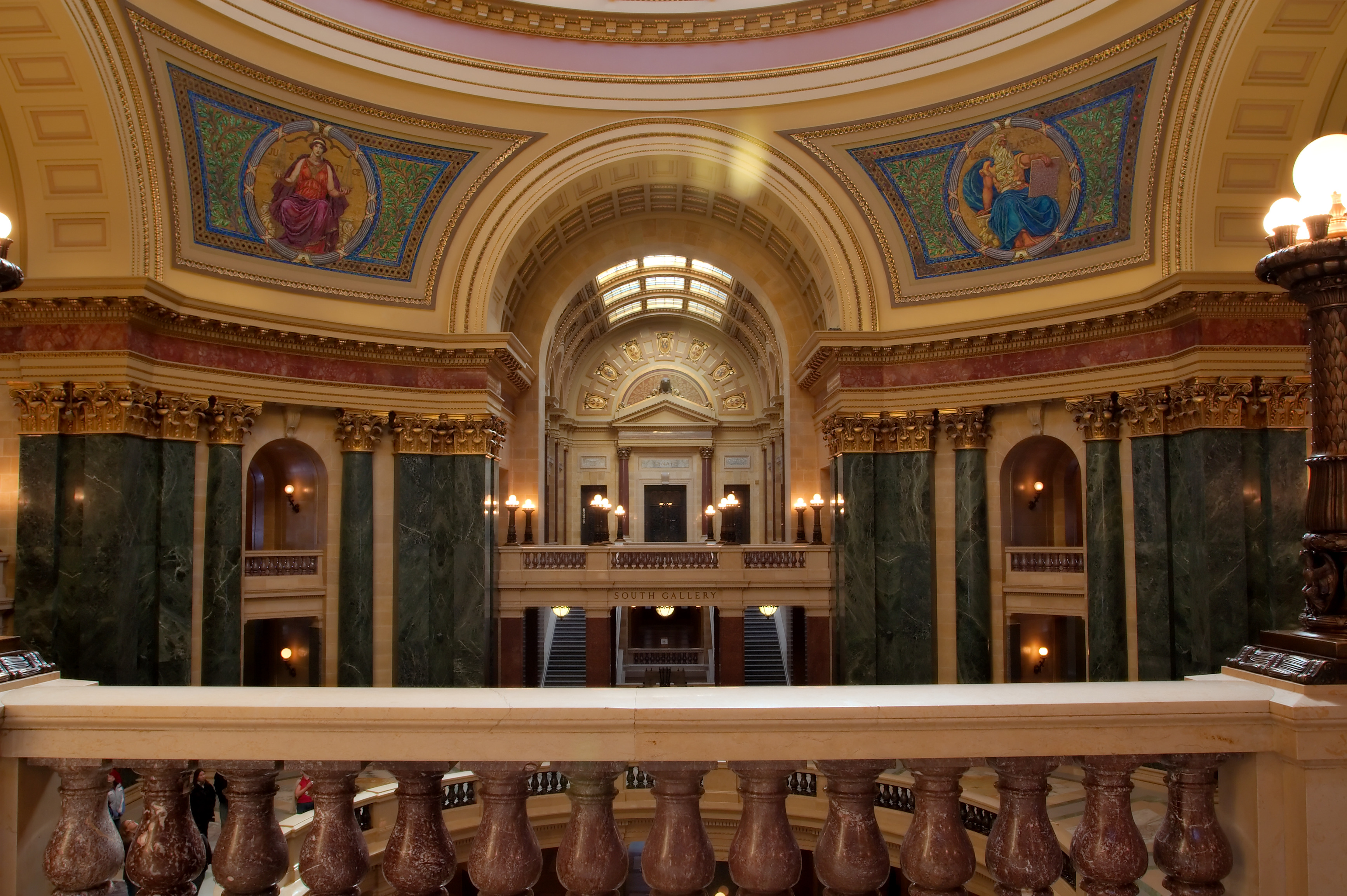
Vestibule du Sénat au Capitol du Wisconsin

| Date             | Parti      | Parti        | Parti        | Parti   | Total |
| Date             | Démocrates | Républicains | Indépendants | Vacants | Total |
| ---------------- | ---------- | ------------ | ------------ | ------- | ----- |
| Date             |            |              |              |         | Total |
| 3 janvier 2017   | 13         | 20           | 0            | 0       | 33    |
| 10 novembre 2017 | 13         | 19           | 1            | 0       | 33    |
| 2021             | 20         | 12           | 0            | 1       | 33    |
| 28 avril 2021    | 21         | 12           | 0            | 0       | 33    |